# Хејзелхерст (Мисисипи)
Хејзелхерст (енгл. Hazlehurst) град је у америчкој савезној држави Мисисипи.

## Демографија
По попису из 2010. године број становника је 4.009, што је 391 (-8,9%) становника мање него 2000. године.
| Група             | 2000.         | 2010.         |
| Белци             | 1.245 (28,3%) | 665 (16,6%)   |
| Афроамериканци    | 3.018 (68,6%) | 2.997 (74,8%) |
| Азијати           | 21 (0,5%)     | 31 (0,8%)     |
| Хиспаноамериканци | 90 (2,0%)     | 276 (6,9%)    |
| Укупно            | 4.400         | 4.009         |